# Księga szkocka

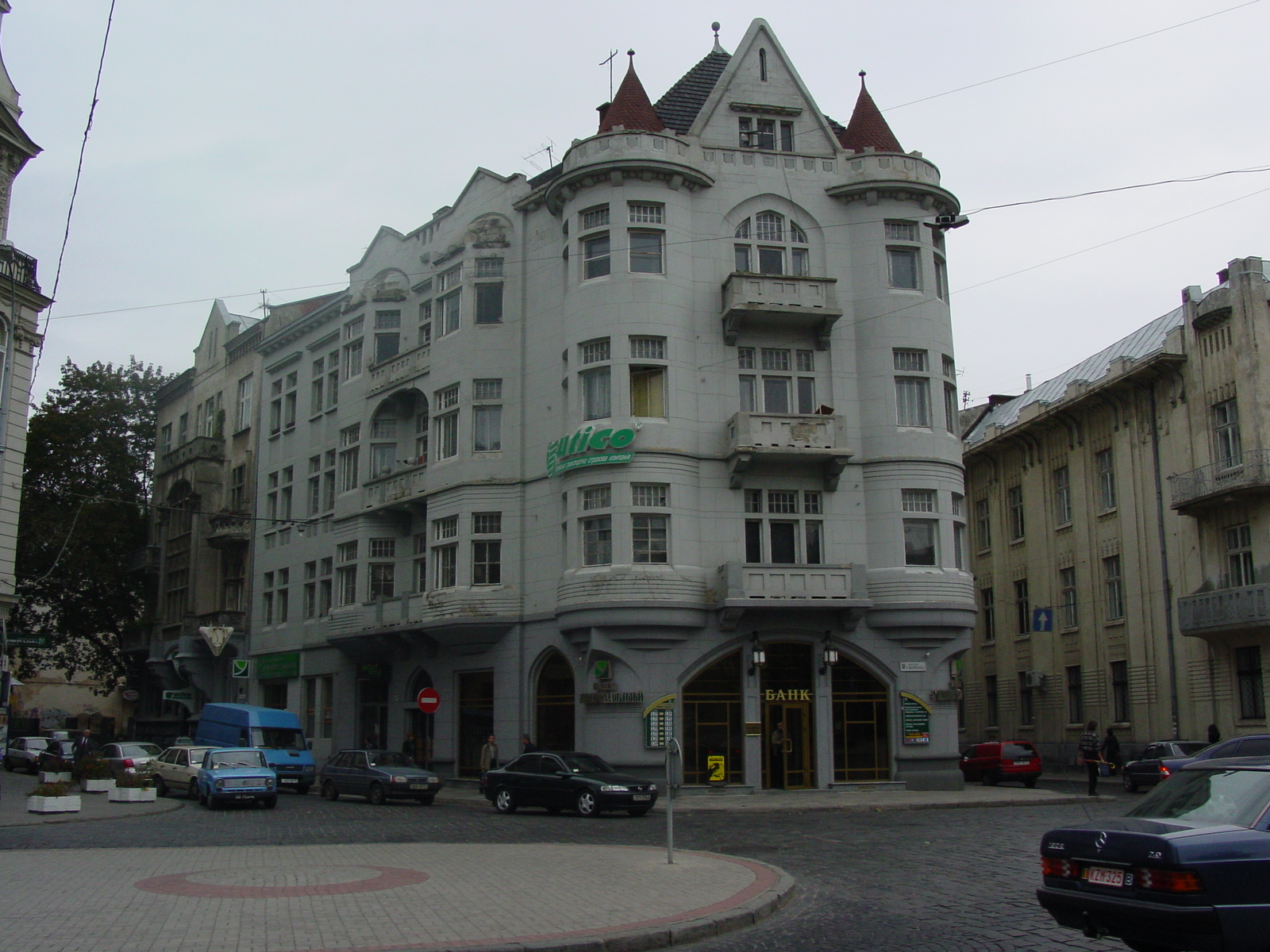
Kawiarnia Szkocka, w której powstała Księga.

Księga Szkocka – gruby zeszyt zakupiony przez Łucję, żonę Stefana Banacha, w 1935, w którym matematycy lwowscy (zarówno profesorowie, jak i studenci) zapisywali w latach 1935–1941 zagadnienia matematyczne wymagające rozwiązania. Wiele z nich nie zostało rozwikłanych do tej pory.

## Historia

### Założenie księgi
Banach, Ulam i Mazur spotkali się w kawiarni Szkockiej zlokalizowanej w centrum Lwowa; spędzili tam na kolacji i wspólnym rozwiązywaniu problemów aż 17 godzin, a rezultatem ich pracy okazało się ważne twierdzenie w ramach badań tzw. przestrzeni Banacha. Blat stolika był cały zapełniony równaniami, które następnego dnia zniknęły (najprawdopodobniej starte przez właścicielkę). Aby uniknąć utraty cennych wyników wielogodzinnych badań żona Banacha, Łucja, zakupiła do kawiarni za 2,50 zł zeszyt z twardą, marmurkową okładką, który miał służyć od tej pory za notatnik. Zeszyt ten został nazwany Księgą Szkocką od nazwy kawiarni.
Z czasem wypełniał się setkami dowodów i problemów stawianych przez członków. Był przechowywany w szatni kawiarni i wydawany profesorom, a także studentom na ich życzenie.

### Okres rozwoju
W trakcie rozwoju Księgi powstały 193 problemy matematyczne. Wśród nich znajdowały się zarówno fundamentalne zagadnienia z analizy funkcjonalnej, jak też błahe łamigłówki.
Autorami pierwszych 110 problemów są wyłącznie lwowscy matematycy, jednak od 1935 roku księga stała się znana i prezentowano ją zagranicznym gościom lwowskiego uniwersytetu, m.in. Johnowi von Neumannowi, Edwardowi Marczewskiemu i Nikołajowi Bogolubowowi. Ostatni problem został wpisany do księgi w 1941 roku przez Steinhausa.

### Dalsze losy
W 1941 roku rozpoczęła się niemiecka okupacja Lwowa. Wtedy też dokonano w Księdze ostatniego wpisu, a jego autorem był Hugo Steinhaus. Wielu matematyków zginęło, a Księga była ważną pamiątką po przyjaciołach i świadectwem kultury, która panowała w czasie ich spotkań. W związku z tym Łucja Banach ukryła książkę i zachowała ją przed zniszczeniem.
W 1956 roku Steinhaus przepisał własnoręcznie całą księgę słowo po słowie i wysłał ją Ulamowi do Los Alamos. Ten przetłumaczył ją na angielski, skopiował ją w 300 egzemplarzach na własny koszt i rozesłał do rozmaitych uniwersytetów w różnych krajach.
Oryginał jest obecnie w posiadaniu potomków Stefana Banacha zamieszkałych w Niemczech.
Tradycja Księgi Szkockiej była kontynuowana po wojnie we Wrocławiu i w latach 1945–1958 powstała Nowa Księga Szkocka. Znajduje się ona obecnie w zbiorach biblioteki Wydziału Matematyki i Informatyki Uniwersytetu Wrocławskiego. Była przechowywana w Seminarium Matematycznym Uniwersytetu i Politechniki, a następnie w Bibliotece Instytutu Matematycznego Uniwersytetu Wrocławskiego, a wpisano do niej 968 problemów.

## Księga w kulturze lwowskich matematyków

### Problemy
Postawione w księdze problemy stanowiły mieszankę żartów, logicznych ciekawostek i niezwykle skomplikowanych problemów z dziedziny analizy funkcjonalnej, np. problem 153:
Czy dla każdej funkcji ciągłej {\displaystyle f(x,y)} określonej w kwadracie {\displaystyle 0\leqslant x,y\leqslant 1} i dowolnej liczby dodatniej {\displaystyle \varepsilon } istnieją takie punkty kwadratu {\displaystyle (x_{1},y_{1}),\dots ,(x_{n},y_{n})} oraz liczby {\displaystyle c_{1},\dots ,c_{n}} że dla wszystkich punktów tego kwadratu {\displaystyle \vert f(x,y)-\sum _{k=1}^{N}{c_{i}f(x,y_{i})f(x_{i},y)}\vert <\varepsilon }?
Autor problemu, profesor Stanisław Mazur, twierdził, że jest on powiązany z ważnym wówczas pytaniem:
Czy każda ośrodkowa przestrzeń Banacha ma bazę Schaudera?
Problem ten został rozwiązany dopiero w 1972 roku.

### Nagrody

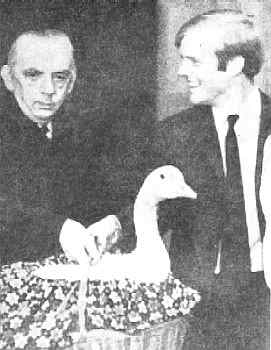
Stanisław Mazur wręczający po latach gęś za rozwiązanie problemu z analizy funkcjonalnej

Za rozwiązanie problemów często obiecywano nagrody. Niektóre były pospolite – jak butelka wina albo obiad na koszt autora – a inne bardzo ekstrawaganckie – jak żywa gęś, którą Mazur wręczył w 1973 roku Perowi Enflo za rozwiązanie problemu nr 153.

### Prace badawcze
Powstało wiele opracowań i monografii, które opisują szczegółowo wszystkie problemy i śledzą stan ich rozwiązania.
Wpływ księgi na światową matematykę jest o tyle duży, że wielu jej autorów nie zdążyło rozwinąć wszystkich swoich myśli i szkiców, natomiast kierunek wyznaczony przez postawione problemy pozwolił innym badaczom kontynuować niedokończone prace. Zgodnie ze znanym cytatem Einsteina: „dokładne sformułowanie problemu jest znacznie trudniejsze niż jego rozwiązanie, które jest tylko kwestią abstrakcyjnego myślenia i doświadczalnych informacji”.